# Nuora (fiume)
Il Nuora (in russo Нуора?; in lingua sacha: Нуора) è un fiume della Russia siberiana orientale, affluente di destra del Tumara (nel bacino dell'Aldan). Scorre nel distretto Kobjajskij della Sacha (Jacuzia).

## Descrizione
È un fiume di montagna che nasce al centro della sezione meridionale dei monti di Verchojansk. Nel suo alto corso scorre verso sud. Quando incontra la catena dei monti Kel'terskij, piega verso sud-est, scorrendo alle pendici nord-orientali della catena in una profonda valle. Sfocia nel Tumara a 146 km dalla foce, nel punto in cui il fiume attraversa la catena dei Kel'terskij. La lunghezza del Nuora è di 110 km, l'area del suo bacino è di 3120 km². Non sono presenti insediamenti nel bacino del fiume. 